# Rhodocoma capensis
Rhodocoma capensis är en gräsväxtart som beskrevs av Christian Gottfried Daniel Nees von Esenbeck och Ernst Gottlieb von Steudel. Rhodocoma capensis ingår i släktet Rhodocoma och familjen Restionaceae. Inga underarter finns listade i Catalogue of Life.